# 韋斯特馬克鎮區 (內布拉斯加州費爾普斯縣)
韋斯特馬克鎮區（英語：Westmark Township）是位於美國內布拉斯加州費爾普斯縣的一個行政鎮區。

## 地方資料
韋斯特馬克鎮區的面積為93.18平方千米，皆為陸地。根據2020年美國人口普查的數據，當地共有人口173人，而人口密度為每平方千米1.86人。